# Ba He
Ba He är ett vattendrag i Kina. Det ligger i provinsen Shaanxi, i den nordvästra delen av landet, omkring 22 kilometer nordost om provinshuvudstaden Xi'an.
Genomsnittlig årsnederbörd är 688 millimeter. Den regnigaste månaden är september, med i genomsnitt 143 mm nederbörd, och den torraste är januari, med 4 mm nederbörd.